# 萩光塩学院幼稚園
萩光塩学院幼稚園（はぎこうえんがくいん ようちえん）は、山口県萩市にある私立の幼稚園。設置者は学校法人萩光塩学院。
山口県では数少ないキリスト教主義学校の一つ。

## 沿革
- 1952年2月　光塩女子学院（東京都杉並区）の姉妹校として萩光塩学院を開校。
- 1955年3月　萩光塩学院幼稚園設置
- 1968年4月　幼稚園園舎新築
- 1981年1月　江向幼稚園園舎新築
- 1992年4月　東田町園舎､ 江向に移転。東田町園舎改装､ 4号館と改名
- 1999年4月1日　運営法人を学校法人萩光塩学院へ移行。